# Campeonato Mundial de Atletismo Sub-20 de 2018 - 100 m feminino
A prova dos 100 metros feminino do Campeonato Mundial de Atletismo Sub-20 de 2018 ocorreu entre os dias 11 e 12 de julho, no Estádio de Tampere  em Tampere, na Finlândia. 

## Recordes
Antes desta competição, os recordes mundiais e do campeonato nesta prova eram os seguintes:
|     | Nome            | Nacionalidade     | Tempo | Local     | Data                |
| --- | --------------- | ----------------- | ----- | --------- | ------------------- |
| WJR | Marlies Oelsner | Alemanha Oriental | 10.88 | Dresden   | 1 de julho de 1977  |
| CR  | Candace Hill    | Estados Unidos    | 11.07 | Bydgoszcz | 21 de julho de 2016 |
| WJL | Twanisha Terry  | Estados Unidos    | 10.99 | Torrance  | 21 de abril de 2018 |

Os seguintes recordes mundiais ou do campeonato foram estabelecidos durante esta competição: 
| Data        | Evento    | Nome           | Nacionalidade  | Tempo | Notas                 |
| ----------- | --------- | -------------- | -------------- | ----- | --------------------- |
| 12 de julho | Semifinal | Twanisha Terry | Estados Unidos | 11.03 | Recorde do campeonato |

## Medalhistas
| Ouro                  | Prata                | Bronze              |
| Briana Williams (JAM) | Twanisha Terry (USA) | Kristal Awuah (GBR) |

## Cronograma
Todos os horários são locais (UTC+2).
| Data        | Hora  | Evento    |
| ----------- | ----- | --------- |
| 11 de julho | 12:27 | Bateria   |
| 12 de julho | 18:00 | Semifinal |
| 12 de julho | 21:15 | Final     |

## Resultados

### Bateria
Qualificação: Os 4 primeiros de cada bateria (Q) e os 4 tempos mais rápidos (q). 
| Posição | Bateria | Atleta                     | Nacionalidade       | Tempo | Notas                |
| ------- | ------- | -------------------------- | ------------------- | ----- | -------------------- |
| 1       | 3       | Briana Williams            | Jamaica             | 11.28 | Q                    |
| 2       | 4       | Kristal Awuah              | Grã-Bretanha        | 11.35 | Q,                   |
| 3       | 2       | Twanisha Terry             | Estados Unidos      | 11.37 | Q                    |
| 4       | 1       | Keshia Beverly Kwadwo      | Alemanha            | 11.43 | Q                    |
| 5       | 5       | Daija Lampkin              | Estados Unidos      | 11.44 | Q                    |
| 6       | 1       | Magdalena Stefanowicz      | Polónia             | 11.50 | Q,                   |
| 7       | 3       | Lorraine Martins           | Brasil              | 11.52 | Q                    |
| 8       | 4       | Ciara Neville              | Irlanda             | 11.54 | Q,                   |
| 9       | 1       | Jenea Spinks               | Trindade e Tobago   | 11.58 | Q                    |
| 10      | 5       | Gina Akpe-Moses            | Irlanda             | 11.58 | Q                    |
| 11      | 1       | Patrizia Van Der Weken     | Luxemburgo          | 11.62 | Q                    |
| 12      | 2       | Marina-Andreea Baboi       | Roménia             | 11.64 | Q                    |
| 13      | 3       | Patricia Urquía            | Espanha             | 11.66 | Q,                   |
| 14      | 3       | Akilah Lewis               | Trindade e Tobago   | 11.67 | Q                    |
| 15      | 4       | Ockera Myrie               | Jamaica             | 11.70 | Q                    |
| 16      | 4       | Gabriela Anahi Suarez      | Equador             | 11.70 | Q,                   |
| 17      | 5       | Jaida Knowles              | Bahamas             | 11.71 | Q                    |
| 18      | 3       | Deondra Green              | Canadá              | 11.73 | q                    |
| 19      | 4       | Amasha De Silva            | Sri Lanka           | 11.75 | q                    |
| 20      | 5       | Margherita Zuecco          | Itália              | 11.75 | Q                    |
| 21      | 3       | Lulu Feng                  | China               | 11.77 | q                    |
| 22      | 5       | Denise Uphoff              | Alemanha            | 11.77 | q                    |
| 23      | 2       | Riley Day                  | Austrália           | 11.77 | Q                    |
| 24      | 1       | Mia Gross                  | Austrália           | 11.80 |                      |
| 25      | 2       | Sara Francis               | Finlândia           | 11.83 | Q                    |
| 26      | 3       | Soniya Jones               | Antilhas Holandesas | 11.83 |                      |
| 27      | 1       | Guillermina Cossio         | Argentina           | 11.83 |                      |
| 28      | 2       | Alessia Carpinteri         | Itália              | 11.85 |                      |
| 29      | 2       | Tiana Ósk Whitworth        | Islândia            | 11.87 |                      |
| 30      | 5       | Boglárka Takács            | Hungria             | 11.88 |                      |
| 31      | 2       | Judith Goll                | Suíça               | 11.93 |                      |
| 32      | 4       | Gabriela Mourão            | Brasil              | 11.98 |                      |
| 33      | 1       | Lucy Sheat                 | Nova Zelândia       | 12.10 |                      |
| 34      | 4       | Suwilanji Theresa Mpondela | Zâmbia              | 12.38 |                      |
| 35      | 4       | Jana Mitovska              | Macedónia do Norte  | 12.45 | Recorde da temporada |
| 36      | 1       | Laura Bevington            | Gibraltar           | 12.74 | NJR                  |
| 37      | 5       | Marie-Charlotte Gastaud    | Mónaco              | 13.31 | Recorde da temporada |
|         | 5       | Klaudia Adamek             | Polónia             | DNF   |                      |
|         | 3       | Fatmata Koroma             | Serra Leoa          | DNS   |                      |

### Semifinal
Qualificação: Os 2 primeiros de cada bateria (Q) e os 2 tempos mais rápidos (q). 
| Posição | Bateria | Atleta                 | Nacionalidade     | Tempo | Notas                |
| ------- | ------- | ---------------------- | ----------------- | ----- | -------------------- |
| 1       | 1       | Twanisha Terry         | Estados Unidos    | 11.03 | Q,                   |
| 2       | 2       | Briana Williams        | Jamaica           | 11.25 | Q                    |
| 3       | 3       | Kristal Awuah          | Grã-Bretanha      | 11.37 | Q                    |
| 4       | 1       | Keshia Beverly Kwadwo  | Alemanha          | 11.39 | Q                    |
| 5       | 1       | Gina Akpe-Moses        | Irlanda           | 11.51 | q                    |
| 6       | 3       | Daija Lampkin          | Estados Unidos    | 11.55 | Q                    |
| 7       | 2       | Magdalena Stefanowicz  | Polónia           | 11.56 | Q                    |
| 8       | 2       | Lorraine Martins       | Brasil            | 11.57 | q                    |
| 9       | 3       | Jenea Spinks           | Trindade e Tobago | 11.62 |                      |
| 10      | 1       | Deondra Green          | Canadá            | 11.63 | Recorde da temporada |
| 11      | 2       | Akilah Lewis           | Trindade e Tobago | 11.65 |                      |
| 12      | 1       | Riley Day              | Austrália         | 11.67 |                      |
| 13      | 3       | Ockera Myrie           | Jamaica           | 11.69 |                      |
| 14      | 1       | Marina-Andreea Baboi   | Roménia           | 11.69 |                      |
| 15      | 1       | Patrizia Van Der Weken | Luxemburgo        | 11.70 |                      |
| 16      | 3       | Ciara Neville          | Irlanda           | 11.70 |                      |
| 17      | 3       | Gabriela Anahi Suarez  | Equador           | 11.70 | Recorde pessoal      |
| 18      | 3       | Lulu Feng              | China             | 11.84 |                      |
| 19      | 1       | Amasha De Silva        | Sri Lanka         | 11.86 |                      |
| 20      | 3       | Sara Francis           | Finlândia         | 11.87 |                      |
| 21      | 2       | Margherita Zuecco      | Itália            | 11.88 |                      |
| 22      | 2       | Denise Uphoff          | Alemanha          | 11.90 |                      |
| 23      | 2       | Patricia Urquía        | Espanha           | 11.90 |                      |
|         | 2       | Jaida Knowles          | Bahamas           | DNS   |                      |

### Final
A prova final foi realizada no dia 12 de julho às 21:15. 
| Posição           | Raia | Atleta                | Nacionalidade  | Tempo | Notas           |
| ----------------- | ---- | --------------------- | -------------- | ----- | --------------- |
| Medalha de ouro   | 4    | Briana Williams       | Jamaica        | 11.16 |                 |
| Medalha de prata  | 5    | Twanisha Terry        | Estados Unidos | 11.19 |                 |
| Medalha de bronze | 6    | Kristal Awuah         | Grã-Bretanha   | 11.37 |                 |
| 4                 | 3    | Keshia Beverly Kwadwo | Alemanha       | 11.41 |                 |
| 5                 | 7    | Magdalena Stefanowicz | Polónia        | 11.47 | Recorde pessoal |
| 6                 | 1    | Lorraine Martins      | Brasil         | 11.48 |                 |
| 7                 | 8    | Daija Lampkin         | Estados Unidos | 11.59 |                 |
| 8                 | 2    | Gina Akpe-Moses       | Irlanda        | 11.64 |                 |

Legenda
| Recorde mundial       | Recorde mundial (World record)               |                       | Recorde africano                      | Recorde africano (African) |                                           | Q | Classificado por posição (Qualified) |
| Recorde do campeonato | Recorde do campeonato (Championship record)  | Recorde da América    | Recorde da América (Americas)         | q                          | Classificado por melhor tempo (Qualified) |   |                                      |
| Melhor marca do ano   | Melhor marca do ano (World leading)          | Recorde asiático      | Recorde asiático (Asian)              | DNS                        | Não largou (Did not start)                |   |                                      |
| Recorde nacional      | Recorde nacional (National record)           | Recorde europeu       | Recorde europeu (European)            | DNF                        | Não terminou (Did not finish)             |   |                                      |
| Recorde pessoal       | Recorde pessoal do atleta (Personal best)    | Recorde da Oceania    | Recorde da Oceania (Oceania)          | DSQ / DQ                   | Desclassificado (Disqualified)            |   |                                      |
| Recorde da temporada  | Recorde da temporada do atleta (Season best) | Recorde sul-americano | Recorde sul-americano (South America) | NM                         | Sem marca (No mark)                       |   |                                      |